# Echoverleihung 2006
Die Echoverleihung 2006 fand am 12. März 2006 im Estrel Convention Center in Berlin statt. Durch die Veranstaltung führten Oliver Geissen und Michelle Hunziker.

## Rock/Pop

### Künstler des Jahres (national)
Xavier Naidoo – Telegramm für X
- Farin Urlaub – Am Ende der Sonne
- Laith Al-Deen – Die Frage wie
- Peter Maffay – Laut & leise
- Westernhagen – Nahaufnahme

### Künstlerin des Jahres (national)
Christina Stürmer – Schwarz Weiß
- Joana Zimmer – My Innermost
- Nena – Willst du mit mir gehn
- Sarah Connor – Naughty but Nice
- Joy Gruttmann – Schnappi und seine Freunde

### Künstler des Jahres (international)
Robbie Williams – Intensive Care
- Jack Johnson – In Between Dreams
- James Blunt – Back to Bedlam
- Juanes – Mi Sangre
- Moby – Hotel

### Künstlerin des Jahres (international)
Madonna – Confessions on a Dance Floor
- Enya – Amarantine
- Gwen Stefani – Love. Angel. Music. Baby.
- Katie Melua – Piece by Piece
- Shakira – Oral Fixation Vol. 2

### Gruppe des Jahres (national)
Wir sind Helden – Von hier an blind
- Banaroo – Banaroo’s World
- Ich + Ich – Ich + Ich
- Söhne Mannheims – Power of the Sound
- Tokio Hotel – Schrei

### Gruppe des Jahres (international)
Coldplay – X&Y
- Bon Jovi – Have a Nice Day
- Depeche Mode – Playing the Angel
- Rolling Stones – A Bigger Bang
- The Black Eyed Peas – Monkey Business

## Schlager

### Künstler/Künstlerin/Gruppe/Kollaboration des Jahres (Deutschsprachiger Schlager)
Semino Rossi – Tausend Rosen für dich
- Die Flippers – Hundertmal
- Kristina Bach – Best Of
- Michelle – Leben
- Reim – Unverwundbar

## Volksmusik

### Künstler/Künstlerin/Gruppe/Kollaboration des Jahres (Volkstümliche Musik)
Kastelruther Spatzen – Zufall oder Schicksal
- De Randfichten – Hejo ho, de Randfichten sei do
- Die Ladiner – Die schönsten Lieder Südtirols
- Hansi Hinterseer – Schön war die Zeit, 11 Jahre
- Monika Martin – Schmetterling d’Amour

## Hip-Hop/R&B

### Künstler/Künstlerin/Gruppe des Jahres Hip-Hop/R&B (national)
Fettes Brot – Am Wasser gebaut
- Bushido – Staatsfeind Nr. 1
- Fler – Neue Deutsche Welle
- Kool Savas & Azad – One
- Seeed – Next!

### Künstler/Künstlerin/Gruppe des Jahres Hip-Hop/R&B (international)
50 Cent – The Massacre
- Akon – Trouble
- Eminem – Curtain Call: The Hits
- Snoop Dogg – R&G (Rhythm & Gangsta): The Masterpiece
- The Game – The Documentary

## Rock/Alternative

### Künstler/Künstlerin/Gruppe des Jahres Rock/Alternative (national)
Rammstein – Rosenrot
- Element of Crime – Mittelpunkt der Welt
- In Extremo – Mein rasend Herz
- Kettcar – Von Spatzen und Tauben, Dächern und Händen
- Subway to Sally – Nord Nord Ost

### Künstler/Künstlerin/Gruppe des Jahres Rock/Alternative (international)
System of a Down – Mezmerize
- 3 Doors Down – Seventeen Days
- Audioslave – Out of Exile
- Foo Fighters – In Your Honor
- Franz Ferdinand – You Could Have It So Much Better

## Jazz

### Jazz-Produktion des Jahres (national oder international)
Michael Bublé – It’s Time
- Diana Krall – Christmas Songs
- Götz Alsmann – Kuss
- Jamie Cullum – Catching Tales
- Lizz Wright – Dreaming Wide Awake

## Nachwuchspreis der Deutschen Phono-Akademie

### Newcomer des Jahres (national)
Tokio Hotel – Schrei
- Banaroo – Banaroo’s World
- Christina Stürmer – Schwarz Weiß
- Ich + Ich – Ich + Ich
- Joana Zimmer – My Innermost

### Newcomer des Jahres (international)
James Blunt – Back to Bedlam
- Il Divo – Il Divo
- Juanes – Mi Sangre
- Michael Bublé – It’s Time
- The Pussycat Dolls – PCD

## Hit des Jahres (national oder international)
Madonna – Hung Up
- Akon – Lonely
- Melanie C – First Day of My Life
- Tokio Hotel – Durch den Monsun
- Xavier Naidoo – Dieser Weg

## Musik-DVD-Produktion (national oder international)
AC/DC – Family Jewels
- Böhse Onkelz – La Ultima / Live in Berlin
- Mario Barth – Männer sind Schweine, Frauen aber auch
- Söhne Mannheims – Power of the Sound
- Tokio Hotel – Leb die Sekunde / Behind the Scenes

## Bester Live-Act
Bushido

## Medienpartner des Jahres
1 Live

## Handelspartner des Jahres
Amazon.com

## Produzent/Produzentin des Jahres
Patrik Majer für Wir sind Helden

## Preis fürs Lebenswerk
Peter Kraus

## Sonderpreis für besondere musikalische Leistungen
Bob Geldof

## Kontroverse
Während der Show war ursprünglich ein Auftritt von Oomph! und dem Titel Gott ist ein Popstar geplant. Die Band wurde kurzfristig ausgeladen. Die Absage erfolgte seitens des RTL mit folgenden Worten: „Im Kontext der aktuellen, internationalen religiösen Diskussionen (Mohammed-Karikaturen) und im Lichte einer allgemeinen Verantwortung sehen wir eine Aufführung des Liedes Gott ist ein Popstar sehr skeptisch, ja als nicht zu verantworten“.